# Continuity IRA
Fortsättnings-IRA (Continuity IRA), CIRA, är en förbjuden irländsk paramilitär organisation. Organisationen klassas som en terroristorganisation i Storbritannien.

## Historia
Continuity IRA bildades 1986 efter en utbrytning från Provisoriska IRA. I september 1986 höll Provisoriska IRA General Army Convention (GAC) för första gången på 16 år. GAC är IRA:s beslutande organ. En stor diskussion vid detta GAC var huruvida IRA skulle acceptera sina platser i parlamentet eller inte. IRA hade under alla år vägrat att acceptera sina platser då man var tvungen att svära trohet till drottningen av Storbritannien. Man hade även ett förbud att stödja medlemmar som tagit sin plats i det irländska parlamentet. Detta hävdes vid 1986 års GAC. En grupp hårdföra medlemmar kunde inte acceptera detta beslut och man valde att bryta sig ur och istället bilda det som kom att kallas Continuity IRA.
CIRA höll sin existens hemlig men efter att Provisoriska IRA slöt en vapenvila 1994 som senare ledde fram till Långfredagsavtalet, som slöts 1998 så valde CIRA att trappa upp sina paramilitära aktiviteter. 

## Aktiviteter
CIRA har inte utlyst någon vapenvila och motsätter sig Långfredagsavtalet. De har i motsats till Provisoriska IRA fortsatt den militanta kampen.
Under åren har CIRA varit involverade i flera bombdåd och skottlossningar. I mars 2009 tog CIRA på sig ansvaret för skotten som dödade en polisman på Nordirland, den första sedan 1998.
Utbrytarpartiet Republikanska Sinn Féin (Republican Sinn Féin) har utpekats som CIRA:s politiska gren och bildades av avhoppare från Sinn Féin 1986.

## Utbrytningar
CIRA har delats flera gånger och mindre republikanska grupper har bildats, de flesta har bara levt en kort tid.
2005 valde flera CIRA-fångar som var internerade på Portlaoisefängelset att lämna CIRA. Ledningen hävdade att det var resultatet av en intern diskussion som gjorde att de lämnade. Någon av dem valde att gå med i INLA medan andra valde att starta Concerned Group for Republican Prisoners.
I juli 2010 hävdade en nordlig fraktion av CIRA att de har tagit över ledningen. En representant för CIRA svarar att ett möte hölls tidigt på sommaren var man diskuterade olika frågor och man även valde en ny Army Council som ej är samma som den nordliga gruppen.